# Thời đại đồ đá cũ

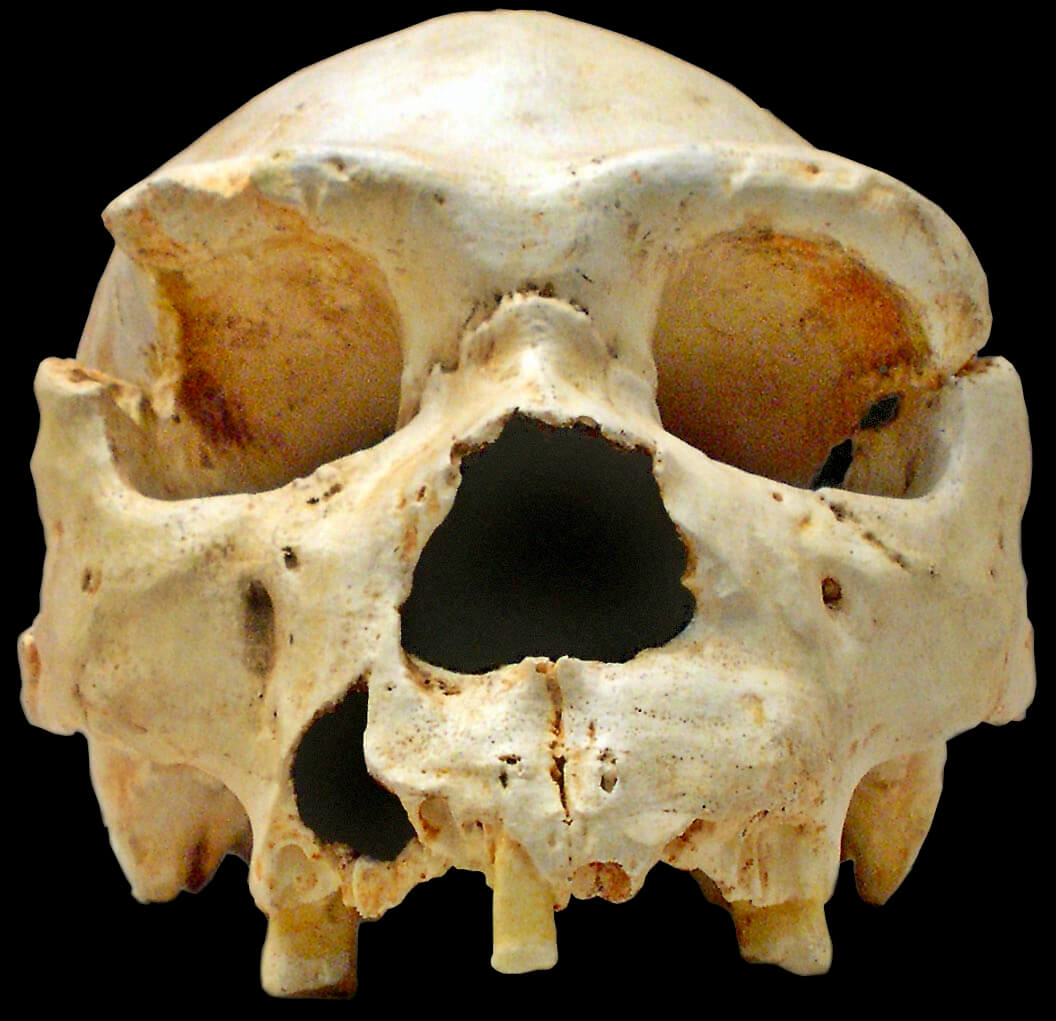
Hộp sọ của Homo heidelbergensis, tổ tiên thời kỳ đồ đá cũ hạ của Homo neanderthalensis, có niên đại từ khoảng 500 Ka tới 400 Ka BP

Thời đại đồ đá cũ là giai đoạn đầu của thời đại đồ đá trong thời tiền sử, được phân biệt bằng sự phát triển của các công cụ đá. Về cơ bản, nó chiếm gần như toàn bộ lịch sử loài người trên Trái Đất, bắt đầu từ khoảng 2,5 Ma BP (Ma/Ka BP: Mega/Kilo annum before present; triệu/ngàn năm trước), với sự xuất hiện của các công cụ bằng đá do các dạng người nguyên thủy như người khéo tay (Homo habilis) đưa ra, cho đến khi có sự xuất hiện của nông nghiệp vào khoảng 12 Ka BP. Thuật ngữ "Paleolithic", nghĩa văn chương là "Thời đại cổ của đá", đã được nhà khảo cổ học John Lubbock tạo ra vào năm 1865 và có nguồn gốc từ tiếng Hy Lạp "παλαιός", "paleos" (cổ, cũ) và "λίθος", "lithos", (đá).
Thời đại đồ đá cũ nói chung kết thúc khi thời đại đồ đá giữa (Mesolithic) bắt đầu, hoặc ở các khu vực với quá trình đồ đá mới hóa là sự bắt đầu của thời đại đồ đá cũ trên (Epipaleolithic).
Thời đại đồ đá cũ được đặc trưng bằng việc sử dụng các công cụ bằng đá được ghè đẽo, mặc dù người nguyên thủy vào thời gian đó cũng sử dụng các công cụ bằng gỗ và xương. Các sản phẩm nguồn gốc hữu cơ cũng được sử dụng làm công cụ, bao gồm da và các sợi thực vật; tuy nhiên các loại công cụ này đã không được bảo quản ở mức độ đáng kể. Theo truyền thống, thời đại đồ đá cũ được chia ra thành ba thời kỳ, là thời đại đồ đá cũ sớm, thời đại đồ đá cũ giữa và thời đại đồ đá cũ muộn. Các thời kỳ này đánh dấu các tiến bộ trong công nghệ và văn hóa ở các xã hội loài người nguyên thủy khác biệt.

## Sự tiến hóa của loài người

### Phả hệ loài người đơn giản hóa
Niên biểu chỉ ra dưới đây là phả hệ đơn giản hóa của nhân loại thời kỳ đồ đá:

## Cách sinh sống

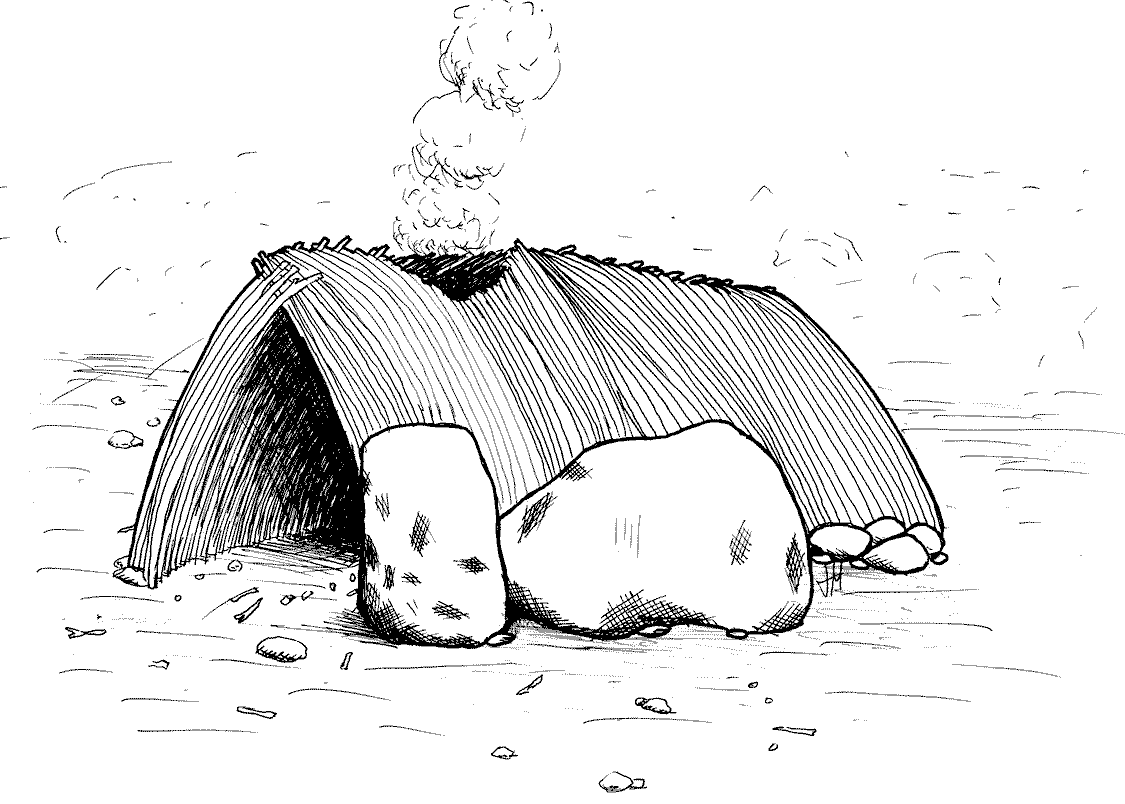
Hình vẽ mô phỏng lại một ngôi nhà gỗ tạm thời, tìm thấy tại Terra Amata (ở Nice, Pháp) có niên đại khoảng 400 Ka BP

Nền kinh tế của một xã hội thời đại đồ đá cũ điển hình là rất đơn giản, với việc săn bắt và hái lượm là chủ yếu. Con người khi đó thu lượm thức ăn, củi và các vật liệu làm công cụ, quần áo hay dựng lều để tránh mưa gió.

### Công cụ
Nói chung, các phương pháp chế tạo công cụ không thay đổi nhiều ở mức đáng kể trong thời đại đồ đá cũ, mặc dù đã có một loạt các nền văn hóa đã tồn tại trong thời đại này.

### Xã hội
Không có chứng cứ khảo cổ học cho thấy có sự bất bình đẳng trong xã hội hay các trận đánh đầy bạo lực giữa các nhóm (nghĩa là chiến tranh). Người nguyên thủy thời đại đồ đá cũ đã nhóm lại thành các thị tộc có khoảng 25-50 thành viên; các thị tộc này được tạo ra từ một vài gia đình.